# Booboo Stewart
Nils Allen Stewart Jr, dit Booboo Stewart, est un acteur, danseur, cascadeur, mannequin et chanteur américain, né le 21 janvier 1994 à Beverly Hills en Californie.

## Biographie

### Jeunesse
Booboo Stewart est né le 21 janvier 1994 à Beverly Hills, en Californie. Son père, Nils Allen Stewart, est un cascadeur professionnel. Il a des origines russes, écossaises et d'une tribu Pieds-Noirs amérindienne du côté de son père ; il a des origines japonaises, chinoises et coréennes du côté de sa mère. Le surnom Booboo lui vient de sa mère ; il équivaut en français à "face de boulette". Il a trois sœurs, Maegan (l'aînée), Fivel et Sage (ses cadettes). Il a fait partie d'un groupe de musique nommé Echoes of Angels. Il a fait une tournée avec sa mère et sa grand-mère appelle « TSC » (The Stewart Clan).

### Carrière
Il est très doué en arts martiaux et a commencé par faire des cascades dans les films, y compris La Légende de Beowulf (2007).
De 2004 à 2010, il a tenu un certain nombre de rôles pour la télévision comme pour le cinéma. Il s'est surtout fait connaitre pour son rôle de loup-garou dans Twilight, chapitre III : Hésitation et Twilight, chapitres IV et V : Révélation.
En 2014, il joue dans la franchise X-Men sous la direction de Bryan Singer, avec les succès X-Men: Days of Future Past.
En juillet 2015, Booboo joue un rôle dans le téléfilm de Disney Channel, Descendants. Dans ce téléfilm qui met en scène les descendants des personnages des films du studio Disney. Il joue Jay, le fils de Jafar du film Aladdin. Il reprendra son rôle quelques mois plus tard mais cette fois-ci en tant que doubleur, pour la série télévisée d'animation Descendants : Génération méchants.

## Filmographie

### Cinéma
- 2004 : Yard sale : un petit garçon
- 2006 : 18 Fingers of Death ! : Kid Buford
- 2006 : The Conrad Boys : Ben Conrad
- 2006 : 666: The child : Donald
- 2007 : The Last Sentinel : Tallis (jeune)
- 2007 : Uncle P : un enfant
- 2008 : Le 5e commandement : Chance (jeune)
- 2009 : American Cowslip : Cary
- 2009 : How I Survived the Zombie Apocalypse : Son
- 2010 : Twilight, chapitre III : Hésitation : Seth Clearwater
- 2010 : Logan : Ben
- 2011 : Dark Games : Jake Wincott
- 2011 : Twilight, chapitre IV : Révélation (partie 1) : Seth Clearwater
- 2012 : White Frog : Nick Young
- 2012 : Twilight, chapitre V : Révélation (partie 2) : Seth Clearwater
- 2013 : Hansel and Gretel, the warrior witchcraft
- 2014 : X-Men: Days of Future Past : James Proudstar/Warpath
- 2015 He Never Died : Jeremy
- 2015 Tales of Halloween : Isaac
- 2016 Honeyglue : Bailey
- 2017 American Satan : Vic Lakota
- 2020 L'un des nôtres (Let Him Go) de Thomas Bezucha : Peter Dragswolf

### Télévision
- 2004 : Skeleton Man : un enfant guerrier
- 2005 : Urgences : Power Ranger (saison 12, épisode 3)
- 2004-2006 : Dante's Cove : Stephen
- 2006 : Tout le monde déteste Chris : un enfant (saison 1, épisode 20)
- 2006 : Tout le monde déteste Chris : Ping (saison 2, épisode 3)
- 2010 : Les Experts : Miami : Kenny Turner (saison 8, épisode 13)
- 2011 : Bonne chance Charlie : Kaï (épisode 18 et 19)
- 2012 : Guardians of Luna : Jake Segerstorm (voix)
- 2013 : Space Warriors : Conway
- 2013 : Intrepid : Phoenix Larson
- 2013 : Prank Call : Matt
- 2014 : The Well : Dean
- 2014 : Hawaï 5-0 : Tommy Fa'aloa (saison 4, épisode 17)
- 2015 : Descendants : Jay
- 2015 : Grimm : Simon George
- 2015-2017 : Descendants : Génération méchants : Jay (Voix)
- 2016 : Les Bio-Teens : Forces spéciales : Roman
- 2017 : Descendants 2 : Jay
- 2018-... : Marvel Rising : Victor Kohl / L'Exilé (Voix)[4]
- 2018 : Marvel Rising: Secret Warriors : Victor Kohl / L'Exilé (Voix)
- 2018 : Westworld : Etu (saison 2, épisode 8)
- 2019 : Descendants 3 : Jay[5]
- 2019 : Wicked Woods: A Descendants Halloween Story : Jay (voix)
- 2020 : Julie and the Phantoms : Willie
- 2021 : Descendants : Le Mariage royal (Descendants: The Royal Wedding) : Jay (voix)@@@
- 2021 : Paradise city : Vic Lakota
- 2022 : Good Trouble : Luca (saison 4)